# Conrad Martin Metz

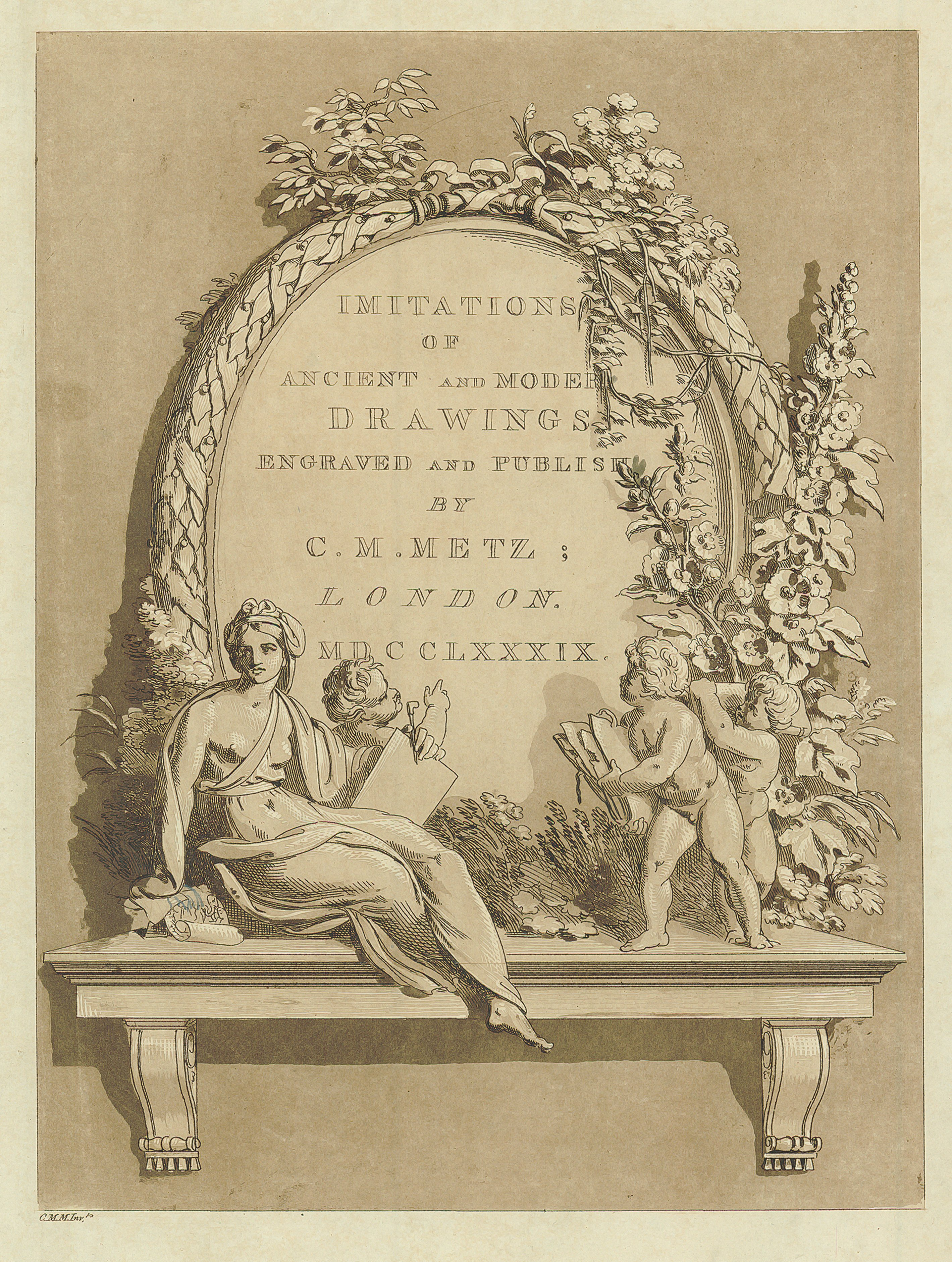
Imitations of Ancient And Modern Drawings, 1789

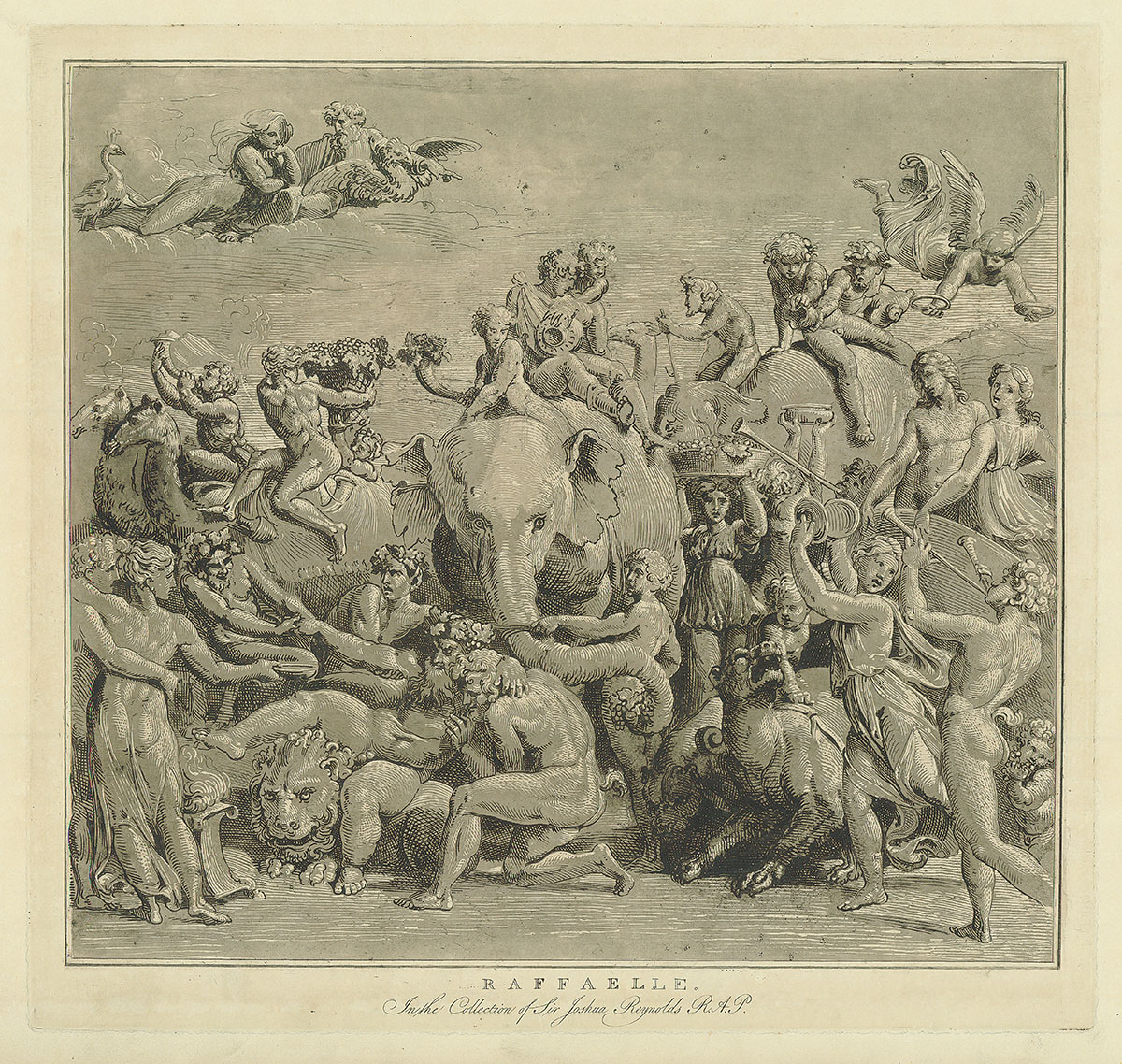
The Triumph of Bacchus, etching after Raffael, 1789

Conrad Martin Metz (* 1749 in Bonn; † 16. Dezember 1827 in Rom) war ein deutscher Maler, Zeichner und Kupferstecher.

## Leben
Metz war der Sohn des Malers Johann Martin Metz (1717–1789) und der Maria Margaretha Metz geb. Pöttgers. Er wurde am 11. November 1749 in St. Remigius in Bonn getauft, das genaue Geburtsdatum ist unbekannt. Sein Vater war Hofmaler des Bonner Kurfürsten Clemens August (1700–1761). Den ersten Zeichenunterricht erhielt Metz von seinem Vater. Wahrscheinlich reiste Metz 1771 mit seinem Vater und seiner älteren Schwester Gertrudis (Malerin und Kupferstecherin; 1746–1793) nach London, da bereits für das Jahr 1772 sein Eintritt in die Schule der Royal Academy of Arts vermerkt ist. Andere Quellen berichten von einer Umsiedlung der Familie Metz nach London im Jahre 1781.
Nach Nagler, der ihn „einen berühmten Künstler seines Faches“ nennt, war Metz farbenblind und so „musste er sich vor allem an die Zeichenkunst halten“.
In London wurde er Schüler von Francesco Bartolozzi. Neben einer großen Zahl von Zeichnungen mit mythologischen und biblischen Themen, Porträts und einer Fülle von Kupferstichen und Aquatinten nach alten Meistern, gab er Anleitungen zum Erlernen der Zeichenkunst heraus und trug zur Illustration mehrerer Bücher bei.
Im Jahr 1801 reiste Metz von London nach Rom, um hier, im europäischen Zentrum der Kunst, die letzten 26 Jahre seines Lebens zu verbringen. Hier schuf er sein Hauptwerk, die großformatige Stichfolge nach Michelangelos Fresko des Jüngsten Gerichts in der Sixtinischen Kapelle. Goethe hat diese Blätter im Oktober 1819 erworben und ihnen – wie er in seinem Tagebuch vermerkt – besondere Aufmerksamkeit geschenkt. Diese Blätter tragen die Stempel „Goethes Besitz“ und „Goethe-National-Museum Weimar“ und gehören heute zur graphischen Sammlung der Klassik Stiftung Weimar.